# Mutua Madrileña Madrid Open 2010

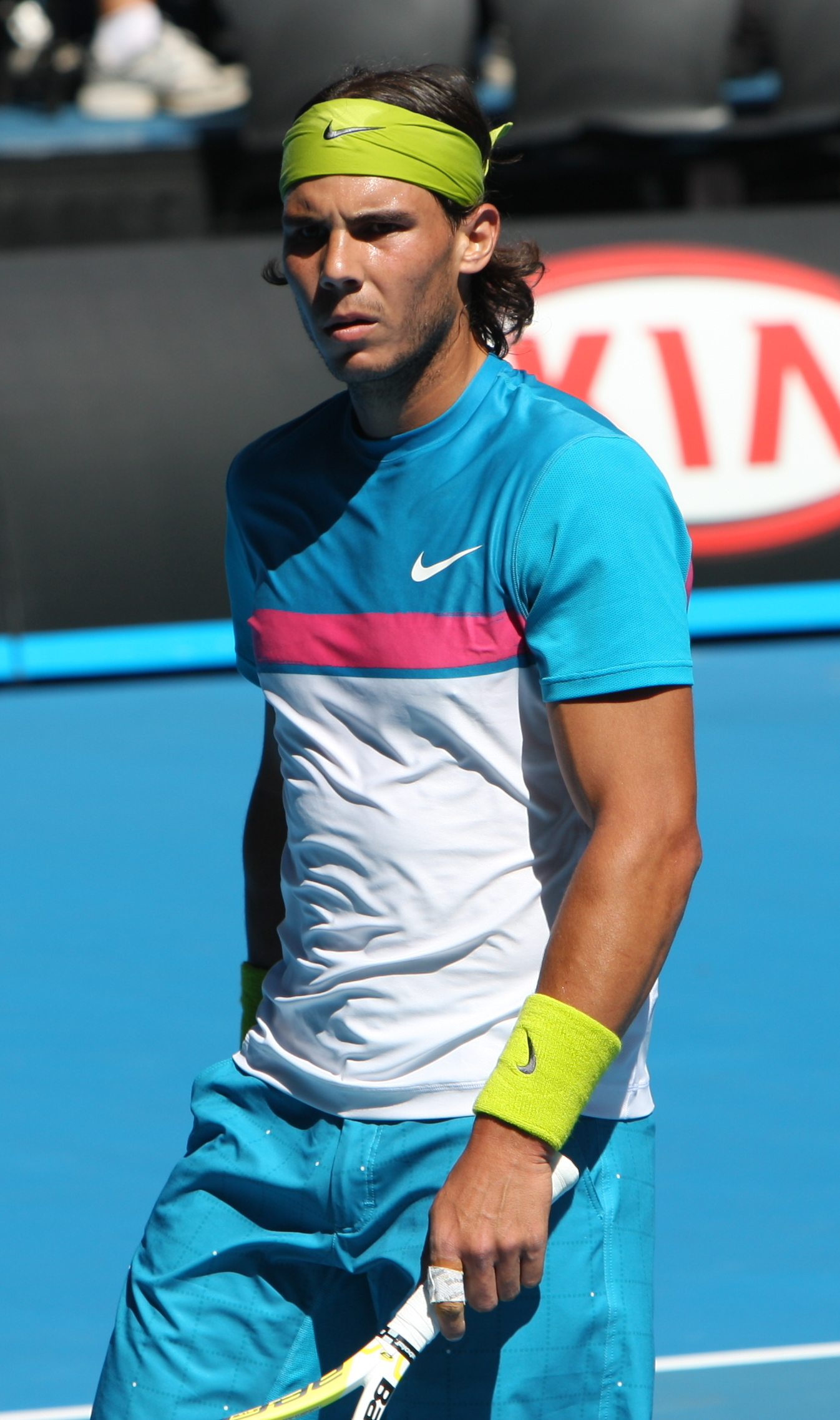
Победитель мужского одиночного турнира — испанец Рафаэль Надаль.

Mutua Madrileña Madrid Open 2010 — 21-й розыгрыш ежегодного профессионального теннисного турнира среди мужчин и женщин, проводящегося в испанском городе Мадрид и являющегося частью тура ATP в рамках серии Masters 1000 и тура WTA в рамках серии Premier Mandatory.
Турнир прошёл с 7 по 16 мая. Соревнование продолжало околоевропейскую серию грунтовых турниров, подготовительную к майскому Roland Garros.
Прошлогодние победители:
- в мужском одиночном разряде —  Роджер Федерер
- в женском одиночном разряде —  Динара Сафина
- в мужском парном разряде —  Даниэль Нестор /  Ненад Зимонич
- в женском парном разряде —  Кара Блэк /  Лизель Хубер

## Соревнования

### Мужчины. Одиночный турнир
Рафаэль Надаль обыграл  Роджера Федерера со счётом 6-4, 7-6(5).
- Надаль выигрывает 3-й титул в сезоне и 39-й за карьеру в основном туре ассоциации.
- Федерер уступает 1-й финал в сезоне и 25-й за карьеру в основном туре ассоциации.

### Женщины. Одиночный турнир
Араван Резаи обыграла  Винус Уильямс со счётом 6-2, 7-5.
- Резаи выигрывает 1-й титул в сезоне и 3-й за карьеру в туре ассоциации.
- Уильямс уступает 2-й финал в сезоне и 27-й за карьеру в туре ассоциации.

### Мужчины. Парный турнир
Боб Брайан /  Майк Брайан обыграли  Даниэля Нестора /  Ненада Зимонича со счётом 6-3, 6-4.
- Боб выигрывает 5-й титул в сезоне и 61-й за карьеру в основном туре ассоциации.
- Майк выигрывает 5-й титул в сезоне и 63-й за карьеру в основном туре ассоциации.

### Женщины. Парный турнир
Серена Уильямс /  Винус Уильямс обыграли  Хиселу Дулко /  Флавию Пеннетту со счётом 6-2, 7-5.
- Серена выигрывает 2-й титул в сезоне и 19-й за карьеру в туре ассоциации.
- Винус выигрывает 2-й титул в сезоне и 18-й за карьеру в туре ассоциации.